# Tise
 For alternative betydninger, se Thise. (Se også artikler, som begynder med Thise)
Tise oftest kaldet Thise er en landsby i Vendsyssel med 247 indbyggere  (2025) i Tise Sogn 9 kilometer vest for Brønderslev og 39 kilometer nord for Aalborg. Tise ligger i Region Nordjylland og hører til Brønderslev Kommune.
Tise er tvillingeby til landsbyen Manna. De to lokalsamfund ligger få hundrede meter fra hinanden og regnes som et samlet lokalsamfund.